# Riodina lycisca
Riodina lycisca är en fjärilsart som beskrevs av Doubleday 1847. Riodina lycisca ingår i släktet Riodina och familjen Riodinidae. Inga underarter finns listade.

## Bildgalleri

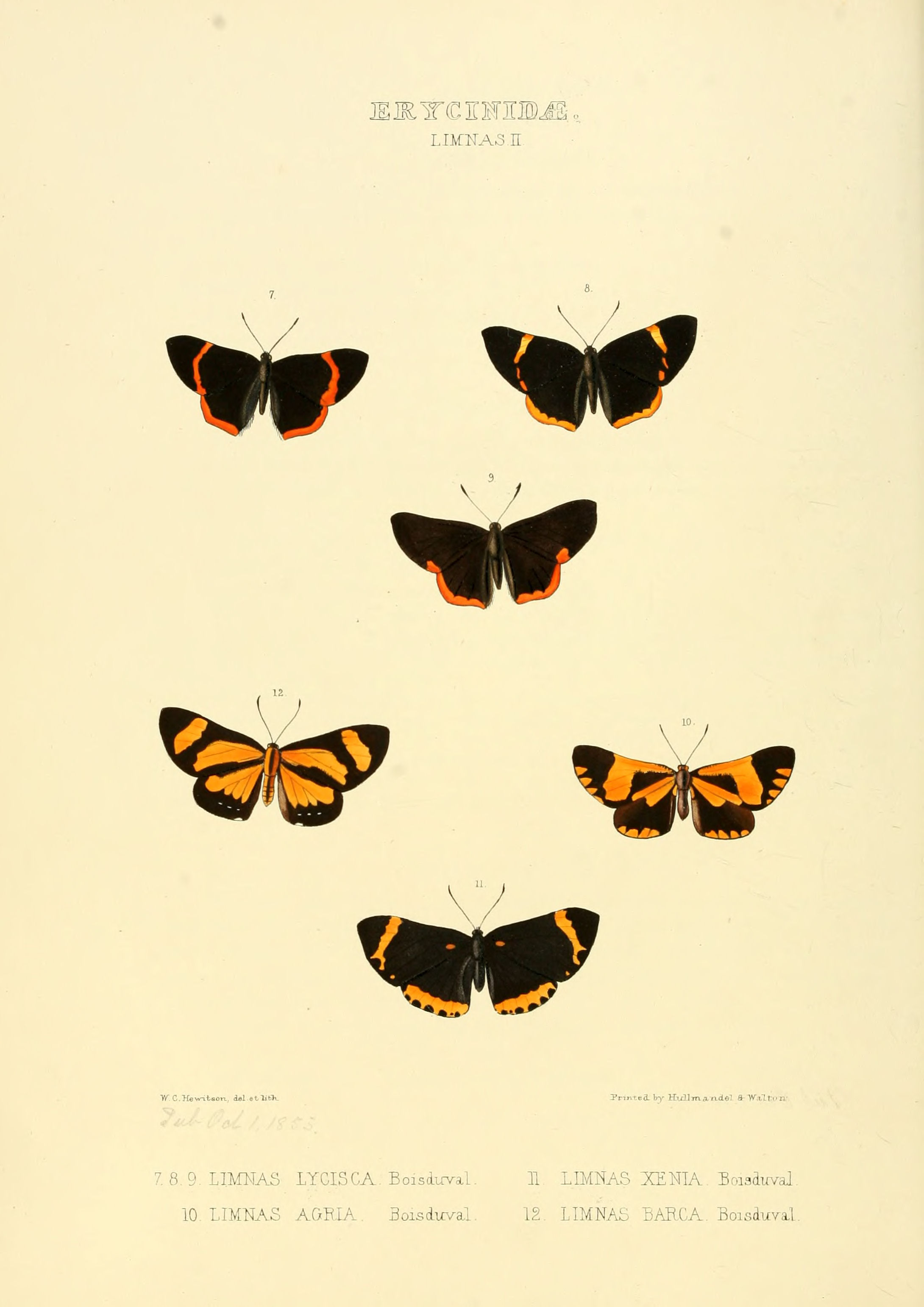